# Grammodes chalciptera
Grammodes chalciptera là một loài bướm đêm trong họ Erebidae.